# Hjerpsted
55°01′14″N 8°39′24″Ø / 55.02057°N 8.65674°Ø
Hjerpsted er en landsby med ca. 100 indbyggere, 18 km nordvest for Tønder og otte kilometer nord for Højer i Sønderjylland, beliggende i Hjerpsted Sogn i Tønder Kommune og tilhører Region Syddanmark.
Landsbyen ligger tæt ud til Vadehavet omgivet af opdyrket landbrugsjord. Byen har nogle af de bedste bevarede huse i den vestslesvigske byggestil.
Det landskabelige grundlag er Hjerpsted bakkeø, der falder mod Vadehavet vest for byen. Bakkeøen løber først over i marsk mod syd umiddelbart efter Emmerlev Klev. Hjerpsted bakkeø er et af de få steder langs Vadehavet, hvor kysten ikke afgrænses af et dige mod Vadehavet. Ved den vestlige del af bakkeøen ligger den gruppe på ti oldtidshøje ud mod havet med den 18 m.o.h. høje Storehøj, som den største. 1 km syd for Hjerpsted ligger en anden gruppe med 22 mindre høje.
Den velbevarede uudflyttede landsby med de 10 gårde og 5 gadekær ligger langs et snoet vejforløb med små forbindelsesgader. I den sydøstlige del af byen ligger den fredede tidligere præstegård. Midt i byen ligger forsamlingshuset Vennelyst, oprettet 1907, indrettet i en bondegård. I den sydvestlige del af byen er der et par gode eksempler på huse med typiske Jugendstiltræk fra omkring år 1900. Hjerpsted er en gammel vejklyngeby, beslægtet med landsbyer som Sæd, Emmerlev og Vester Vedsted.
Hjerpsted Kirke er en kirke i romansk stil fra omkring 1130'erne og hørte oprindelig til Ribe Stift. I 1570'erne kom den under Slesvig Stift og kom først under Ribe Stift igen efter genforeningen 1920. Den fritliggende kirkes tårn kan ses langvejs fra i det åbne landskab og benyttes som pejlemærke for skibstrafikken.
Hjerpsted Feriekoloni drives af Dansk Skoleforening for Sydslesvig. 2017 blev koloniens hovedbygning renoveret for en halv million kroner doneret af A. P. Møller Fonden. Hvert år besøger omkring 700 børn fra Sydslesvig kolonien. Barakken blev sat op i sommeren 1945, som beboelse for fangerne fra Fårhuslejren, der blev sat til at grave afvandingskanaler i området. 1947 overtog Københavns Kommunelærerforening barakken som koloni for deres børnehaver. 1967 overtog Dansk Skoleforening for Sydslesvig den. Formelt ejes barakken og grunden af Grænseforeningen, men det er Skoleforeningen som står for drift og vedligeholdelse af barakken. Hjerpsted-kolonien har siden oprettelsen været støttet af frivillige folk fra egnen i det såkaldte Hjerpsted-komité.

## Historie
Hjerpsted blev første gang nævnt som Hyarpzhøgh i år 1340 og i 1485 hvor den benævnes Hyerepsted. Ordet "Hjarp" er nært beslægtet med det jyske ord "harp", der betyder "ujævn hud, udslæt, skorpe" el. "høj", og betyder dermed "højen med ujævnheden". Landsbyen blev udskiftet i 1774-75 men bybilledet har også i nutiden bevaret en helhed, med overvejende stråtækte gårde og huse.